# Люлька Юрій Володимирович
Юрій Володимирович Люлька — український військовослужбовець, полковник Збройних сил України, учасник російсько-української війни.

## Життєпис
Закінчив Київський військовий ліцей імені Івана Богуна (1998), Харківський інститут танкових військ.
Розпочав військову службу в танковій роті, а згодом перейшов до 2-го механізованого батальйону; був командиром 17-го окремого мотопіхотного батальйону 72-ї окремої механізованої бригади.
Нині — командир батальйону забезпечення Командування Сухопутних військ Збройних сил України.

## Нагороди
- орден «За мужність» III ступеня (23 липня 2016) — за особисту мужність і високий професіоналізм, виявлені у захисті державного суверенітету та територіальної цілісності України, вірність військовій присязі[1];
- орден Данила Галицького (11 квітня 2022) — за особисту мужність і самовіддані дії, виявлені у захисті державного суверенітету та територіальної цілісності України, вірність військовій присязі[2].